# Fieseler

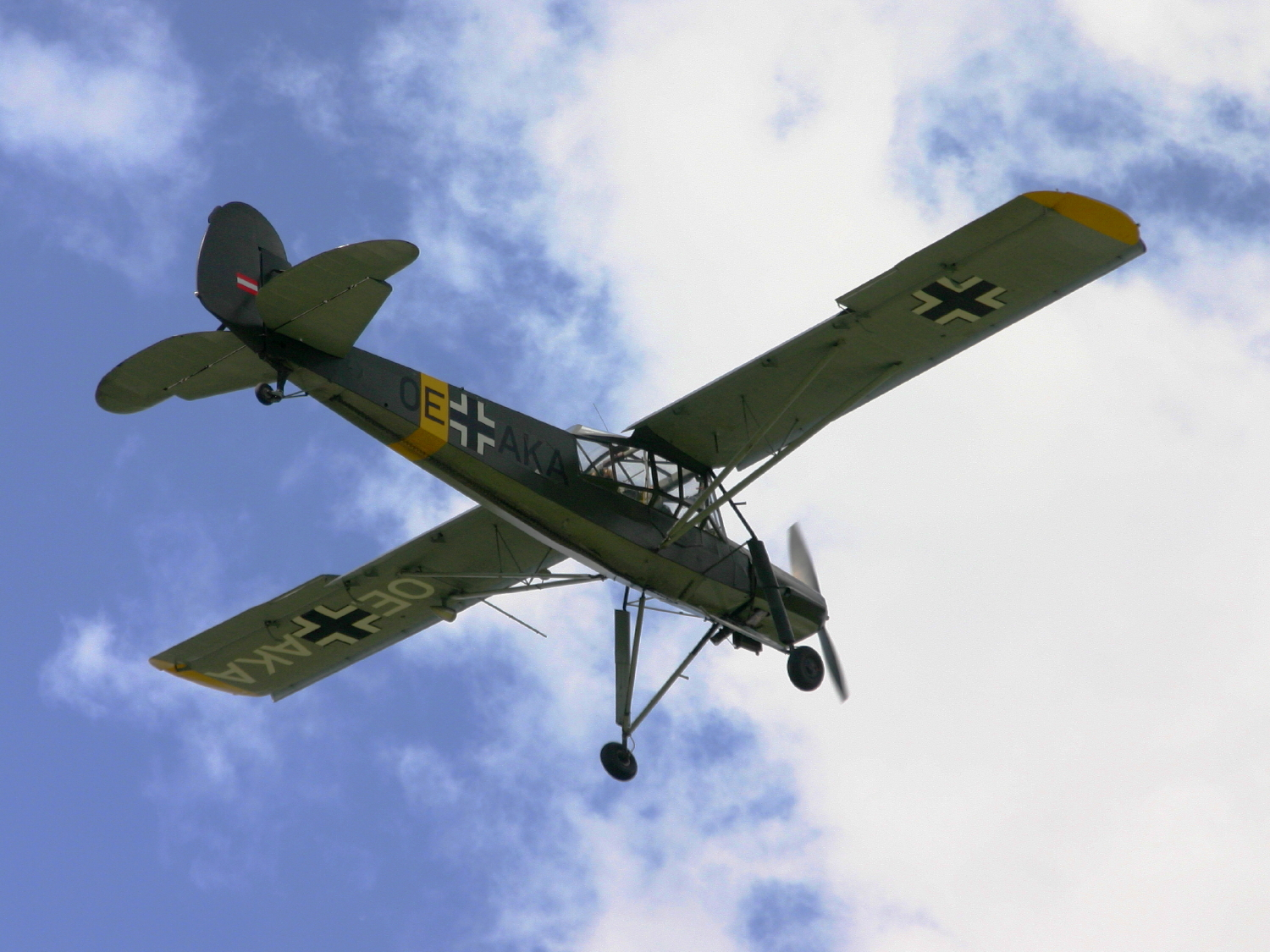
Známý letoun Fieseler Fi 156

Gerhard Fieseler Werke (GFW) ve městě Kassel byla ve 30. a 40. letech německým výrobcem letadel. Společnost se stala známou především díky výrobě letounů pro Luftwaffe během druhé světové války. 
Byla založena 1. dubna 1930 jako Fieseler Flugzeugbau Kassel prvoválečným esem a akrobatem Gerhardem Fieselerem. Fieseler byl manažerem ve firmě Raab-Katzenstein, ale po tom, co zbankrotovala, Fieseler koupil továrnu na kluzáky v Kasselu a rychle přestavěl na firmu, která vyráběla sportovní letadla.  